# Зальково (Тверская область)
Залько́во — деревня в Ржевском районе Тверской области. Относится к сельскому поселению „Победа“, до 2006 года входила в состав Образцовского сельского округа.
Находится в 20 километрах к северу от города Ржева. В деревне давно нет жителей, сейчас нет и домов. По старым деревьям можно угадать направление единственной улицы деревни. В южной части деревни — братская могила воинов Красной Армии.
Ближайшие жилые деревни: в 10 км к югу — Дешевки, в 6 км к западу — Кокошилово, в 5,5 км к северу — Мологино.

## История
В XIX — начале XX века Зальково было большой деревней на торговом тракте Ржев—Торжок. В 1859 году в казённой деревне Зальково Старицкого уезда 32 двора, 308 жителей. В 1886 году в деревне 56 дворов, 342 жителя; деревня входит в Мологинскую волость и принадлежит к Мологинскому приходу. Здесь сапожная мастерская и мелочная лавка. По переписи 1920 года в деревне — 506 жителей.
В 1940 году деревня Зальково в Ченцовском сельсовете Ржевского района Калининской области, в ней более 100 дворов, колхоз, школа.
В годы Великой Отечественной войны деревня была оккупирована гитлеровскими войсками 16 октября 1941 года. Освобождена 4 января 1942 войсками 39-й армии Калининского фронта в ходе зимнего наступления Красной Армии.
Во время Первой Ржевско-Сычёвской операции (июль-август 1942 года) Зальково было ближайшим тылом развернувшихся в 5-10 км к югу от неё боевых действий. Здесь находился 585 ППГ (полевой подвижный госпиталь) 30-й армии.

## Воинское захоронение
По данным ОБД «Мемориал»:

Дата создания захоронения — 1954 год, до 1956 года захоронено 427 воинов, имена всех известны.
Сюда перенесены останки воинов Красной Армии из деревень: Варюшино (2 км к югу), Гороватка (3 км к востоку), Зальково, хутор Мышкин (Мишкин, 6 км к востоку).
Шефствуют над захоронением: Ржевская ПМК; с/з «25 лет ВЛКСМ»; Зальковская начальная школа.
Вид захоронения — братская могила, вокруг железная ограда 3×4 м, памятник (коленопреклоненный воин с автоматом за плечом) из бетона с мраморной крошкой, сооружен в 1957 году, автор скульптуры Стешковский.
На постаменте надпись: «Вечная слава героям, павшим в боях за свободу и независимость Великой Советской Родины в годы Великой Отечественной войны 1941-45 гг.»
Ниже плита, на которой высечено: «Здесь похоронены солдаты, сержанты и офицеры 188 стрелковой дивизии, 43 стрелковой бригады, 133, 312 мин. бригад, 2, 22, 137, 182, 227, 376, 431, 606, 609, 653, 673, 909, 912, 928, 945, 965, 1128, 1223 стрелковых полков, 510, 644, 660, 1028 арт.полков погибшие в период Великой Отечественной войны 1941-1945 г.»
Рядом с памятником установлены металлические плиты с выбитыми на них фамилиями погибших воинов.
По данным администрации Ржевского района на 2012 год, в братской могиле в деревне Зальково 477 захороненных.
В Музее воинской славы в деревне Полунино хранится «Книга памяти» — имена советских воинов, захороненных в братской могиле Зальково, которую начала вести учительница из Полунино Анастасия Михайловна Калошина.